# Zelimkhan Iandarbíiev
Zelimkhan Iandarbíiev (txetxè: ЙандарбигӀеран Іабдул-Муслиман Зелимха)  (Vidrikha, 12 de setembre de 1952 - Doha, 13 de febrer de 2004) fou president de la República Txetxena d'Itxkèria, el govern rebel de Txetxènia, entre el 21 d'abril de 1996 i el 12 de febrer de 1997.
Originalment erudit literari i poeta, Iandarbíiev es convertí en un líder del moviment nacionalista txetxè durant la dissolució de la Unió Soviètica. El maig de 1990 va fundar el Partit Democràtic Vainakh (VDV), el primer partit txetxè que defensava obertament una Txetxènia independent. El novembre de 1990 es convertia en representant polític seguint Djokhar Dudàiev, el líder txetxè que comandava el país en l'era postsoviètica. Junt amb Dudàiev, signà l'acord amb líders ingúixos pel qual Txetxènia i Ingúixia esdevenien dos territoris separats. El 1991 es convertí en vicepresident de la República Txetxena d'Itxkèria. Durant la Primera Guerra de Txetxènia, Iandarbíiev no s'ocupà d'afers militars, i es dedicà a escriure per a la defensa de la independència. L'abril de 1996, després de l'assassinat de Djokhar Dudàiev, assumí la presidència de manera transitòria,
tot i que formà part de la delegació el 27 de maig visità Borís Ieltsin i va propiciar la declaració de l'alto el foc i la signatura de l'acord de pau a Khassaviurt.
Iandarbíiev es presentà a les eleccions presidencials del febrer de 1997, avalades per l'OSCE, però fou derrotat per Aslan Maskhàdov, aconseguint només un 10 per cent dels vots. S'inicià una mala relació entre els dos líders, i Iandarbíiev fou acusat d'un intent d'assassinat de Maskhàdov. El setembre de 1998, Maskhàdov acusà públicament Iandarbíiev d'importar la filosofia islàmica radical del wahhabisme i de realitzar activitats antiestat incloent l'organització de grups armats il·legals. El cert és que Iandarbíiev s'alineà finalment amb els grups islamistes oposats a Maskhàdov.